# The Sick, the Dying… and the Dead!
The Sick, The Dying… And The Dead! je šestnácté studiové album americké thrashmetalové skupiny Megadeth. Bylo vydáno 2. září 2022 vydavatelstvím Tradecraft/Universal Records. Jedná se o první studiové album Megadeth, na kterém se podílel bubeník Dirk Verbeuren, který se do kapely přidal krátce po vydání předchozího alba Dystopia. Album je produkované frontmanem Davem Mustainem a Chrisem Rakestrawem. Od alba Dystopia se jedná o nejdelší mezeru mezi studiovými alby Megadeth, 6 let.
Během nahrávaní byl kvůli sexuálnímu skandálu vyhozen baskytarista David Ellefson a jeho basové party znovu nahrál baskytarista Steve Di Giorgio ze skupiny Testament.
Dokonce se objevil v českém rockovém magazínu Spark mezi nejlepší alba za rok 2022 na 3. místě.

## Seznam skladeb
| Pořadí | Název                                                    | Autor                                                     | Délka |
| ------ | -------------------------------------------------------- | --------------------------------------------------------- | ----- |
| 1.     | The Sick, The Dying… And The Dead!                       | Dave Mustaine                                             | 5:04  |
| 2.     | Life in Hell                                             | Mustaine, Dirk Verbeuren                                  | 4:12  |
| 3.     | Night Stalkers                                           | Mustaine, Verberuen, Kiko Loureiro                        | 6:38  |
| 4.     | Dogs of Chernobyl                                        | Mustaine, Loureiro                                        | 6:14  |
| 5.     | Sacrifice                                                | Mustaine, Loureiro                                        | 4:08  |
| 6.     | Junkie                                                   | Mustaine                                                  | 3:39  |
| 7.     | Psychopathy                                              | Mustaine                                                  | 1:20  |
| 8.     | Killing Time                                             | Mustaine, Loureiro                                        | 5:13  |
| 9.     | Soldier On!                                              | Mustaine, Loureiro                                        | 4:54  |
| 10.    | Célebutante                                              | Mustaine, Loureiro                                        | 3:51  |
| 11.    | Mission to Mars                                          | Mustaine, Loureiro                                        | 5:24  |
| 12.    | We'll Be Back                                            | Mustaine, Loureiro                                        | 4:29  |
| 13.    | Police Truck (Dead Kennedys cover)                       | Jello Biafra, East Bay Ray, Klaus Flouride, D. H. Peligro | 2:29  |
| 14.    | This Planet's On Fire (Burn In Hell) (Sammy Hagar cover) | Sammy Hagar                                               | 5:04  |

## Obsazení

#### Megadeth
- Dave Mustaine – zpěv, kytara
- Kiko Loureiro – kytara, doprovodné vokály
- Dirk Verbeuren – bicí

#### Hostující
- Steve Di Giorgio – baskytara (nahrávání)
- Ice-T – doprovodný zpěv (3)
- Sammy Hagar – doprovodný zpěv (14)